# 亞歷山大·梅尼尼
亞歷山大·梅尼尼（法語：Alexandre Menini；1983年8月5日—）是一位法國橄欖球運動員。他是法國國家橄欖球隊的一員，代表法國參加了2015年橄欖球六國賽。